# AAV-7A1
L'AAV-7 (de l'anglès Amphibious Assault Vehicle 7, en català, vehicle d'assalt amfibi 7), oficialment AAV-7A1 i també conegut com a Amtrack o LVTP7A1, és un vehicle blindat de desembarcament amfibi. També s'utilitza com a transport blindat de personal. Va entrar en servei l'any 1972 creat per l'empresa FMC Corporation, amb el nom original de LVTP7, i avui en dia es continua fabricant per l'empresa BAE Systems.
L'AAV-7 és molt usat als assalts amfibis d'arreu del món, queda un dels vehicles amfibis més utilitzats per la infanteria de marina de molts estats. Especialment el Cos de Marines dels Estats Units (USMC), però, per exemple, la Infanteria de Marina espanyola també en fa ús. Els Marines dels EUA van batejar el vehicle el 1985 amb el nom de AAV-7, ja que el seu primer nom LVTP7A1 (Landing Vehicle Tracked, vehicle de desembarcament de cadenes) no s'esqueia a l'ús que realment se'n feia, ja que també es fa servir, no només per desembarcar, sinó també per transportar la infanteria com un APC.
En les operacions amfíbies els AAV-7 s'acostumen a utilitzar transportant-los en bucs de desembarcament amfibi que els deixen a pocs quilòmetres de la costa, des d'on poden navegar fins a la platja sense problemes. Els AAV-7 poden transportar 25 homes a més dels tres tripulants. La seva missió principal és transportar les tropes d'assalt per a assegurar zones costaneres, un cop a terra poden complir diverses funcions com ara transport d'infanteria, queviures o material, defensa de posicions estratègiques, operacions en terreny urbà, escolta de vehicles de subministrament o també poden formar patrulles mecanitzades. D'aquí el canvi de nom, ja que pot actuar tant fora com dintre de l'aigua.

## Especificacions tècniques
L'AAV-7A1 té un motor Cummins VT 400 amb compressor que li permet assolir una velocitat aproximada d'uns 72 km/h fora de l'aigua i uns 13 km/h quan es desplaça per l'aigua. El motor Cummins li permet una autonomia de 480 km. Pesa unes 27,616 tones i té una longitud de 7,94 m, una amplada de 3,31 m i una altura de 3,27 m.
Com a sistema de defensa té un blindatge de 45 mm incloent-hi granades de fum per a defensa contra míssils guiats per làser. L'AAVP7A1 de sèrie pot portar una metralladora M2 de 12,7 mm amb 2000 cartutxos de reserva i un llançagranades Mk 19 de 40 mm a la torreta de proa. Altres versions com la de comandament i control o AAVC7A1, només porten una metralladora de 7,62 mm.
A part de les esmentades existeixen altres funcions del AAVP7 com ara la de vehicle de recuperació o AAVR7A1.
L'AAVP7 ha participat en nombrosos conflictes armats com la Guerra del Golf, Guerra d'Iraq i l'Operació Restore Hope.

## Operadors
L'AAV7 és un vehicle que opera a un gran nombre d'estats:
- Argentina: 21 AAV-7, 10 millorats a AAV-7A1.
- Brasil: 12 AAV-7A1.
- Corea del Sud: 162 AAV-7A1.
- Espanya: 36 AAV-7A1.
- Estats Units: 1311 AAV-7A1.
- Grècia: 100 unitats d'excedent estatunidenc.
- Indonèsia: 10 AAV-7A1 donats per Corea del Sud.
- Itàlia: 70 AAV-7, 50 millorats a AAV-7A1.
- Tailàndia: 40 AAV-7.
- Taiwan: 54 AAV-7.
- Veneçuela: 11 AAV-7.